# Céleste Godin
Céleste Godin est une personnalité canadienne (acadienne), née en 1985, artiste, dramaturge et poète, en plus d'écrire des chroniques.
Céleste Godin est non binaire.

## Biographie
Originaire de Dartmouth, Céleste Godin grandit à Halifax en Nouvelle-Écosse, où son engagement dans le milieu associatif acadien a été marquant. On peut lire ses chroniques dès 2013 sur le webzine Astheure, des textes engagés qui discutent de la réalité acadienne. À partir de 2015, on peut aussi lire ses textes dans le média franco-ontarien ONFR de TFO et sur son blogue Kind of Intéressant, où on trouve de la poésie, des essais, de la photographie et des vidéos.
C'est cependant en 2016 que Céleste Godin déménage à Moncton et publie son texte "Mon assimilation, mon exil", toujours dans le webzine Astheure, qui suscite beaucoup de réactions. Quelques semaines plus tard, sa participation à la soirée de poésie Gérald Leblanc au festival Acadie Rock sera émotive pour toutes les personnes présentes, abordant à nouveau l'exil, l'assimilation et la réalité des francophones en milieu minoritaire. Céleste Godin réalisera aussi en 2016 le court métrage "Pour l'amour du ciel" dans le cadre du Festival international du cinéma francophone en Acadie (FICFA), montrant la diversité de sa pratique artistique, qui s'étend au-delà de l'écriture. Puis, en 2017, le quotidien L'Acadie Nouvelle publie ses chroniques de façon régulière, lui offrant encore plus de visibilité en Acadie. L'année 2017 lui offre également de la visibilité en dehors de l'Acadie grâce au concert Acadie Rock à Montréal dans le cadre des FrancoFolies, où Céleste Godin ouvre le spectacle avec un discours de fierté acadienne, aux côtés de Lisa Leblanc, Joseph Edgar, Les Hay Babies, Les Hôtesses d'Hilaire, Marie-Jo Thério et Radio Radio. Céleste Godin a aussi participé en 2017 à la première édition du Festival international de slam/poésie en Acadie (FISPA).
Grâce à son projet Confessions acadiennes sur les médias sociaux, Céleste Godin participe à la vie communautaire acadienne en ligne, donnant une plateforme aux francophones de toutes les régions de l'Acadie afin que les gens puissent exprimer anonymement des opinions sur différents sujets, ce qui contribue à la construction identitaire acadienne.
En 2019, Céleste Godin s'établit comme dramaturge avec la pièce Overlap, mise en scène par Marc-André Charron et présentée par Satellite Théâtre au Centre culturel Aberdeen de Moncton,. Écrite en chiac, la pièce parle de Moncton, envers laquelle elle exprime beaucoup d'amour, mais aussi des critiques. La pièce connaîtra un grand succès. D'ailleurs, après Moncton, Overlap sera jouée au King's Theater à Annapolis Royal en Nouvelle-Écosse, puis aux Zones théâtrales à Ottawa. Les présentations théâtrales freinées en 2020 par la pandémie de COVID-19, Céleste Godin revisite le texte de sa pièce Overlap en mode virtuel pour Satellite Théâtre. Overlap est aussi publiée aux Éditions Prise de parole.
Céleste Godin a une pratique artistique engagée et militante, son souci pour l'alphabétisation en Acadie s'exprimant entre autres dans sa pratique théâtrale et dans ses textes. En 2021, Céleste Godin affirme être une personne non-binaire, et l'identité de genre fera aussi partie des thématiques de ses textes et chroniques. C'est également en 2021 que Céleste Godin apparaît dans le vidéoclip Pourquoi faire aujourd'hui de l'auteure-compositrice interprète Lisa LeBlanc. En pleine pandémie de COVID-19, le spectacle de la Fête nationale de l'Acadie prendra en 2021 la forme d'une production télévisée intitulée La Fête en Acadie: Tableau de Backyard, dont le fil conducteur sera assuré par un texte de Céleste Godin.
En 2023, Céleste Godin revient au Satellite Théâtre avec la pièce Bouée, qui cette fois traite plutôt de grandes questions existentielles, sur fond de thématique interstellaire,. Il s'agit d'une production avec plusieurs éléments techniques complexes, la plus ambitieuse de Satellite Théâtre jusque-là. La pièce Bouée sera nommée parmi les finalistes aux prix Éloizes 2024 pour l'événement ou le spectacle de l'année. Toujours en 2023, Céleste Godin participe à nouveau au FICFA en réalisant le court-métrage Respire en collaboration avec Emmanuelle Landry. Le film est réalisé avec un petit budget de 600$, et Céleste Godin y joue en plus de le co-réaliser. Un de ses textes poétiques imagé par Kevin McIntyre et mis en musique par Suzie LeBlanc et Jérôme Blais est aussi présenté lors de cette édition du festival lors de la soirée Mouvance.
En 2024, Céleste Godin reçoit le Prix du Centre des Écritures Dramatiques - Wallonie - Bruxelles de la Fondation pour l’avancement du théâtre francophone au Canada.

## Œuvres

### Pièces de théâtre

#### À l'écriture
- 2019 : Overlap de Céleste Godin, mise en scène de Marc-André Charron, présentée par Satellite Théâtre au Centre culturel Aberdeen de Moncton[10],[11] puis au King's Theater à Annapolis Royal[2] et aux Zones théâtrales à Ottawa[14]
  - Distribution : Florence Brunet, Stacy Arseneault, Xénia Gould, Sébastien Leclerc, Ludger Beaulieu
- 2023 : Bouée de Céleste Godin, mise en scène de Marc-André Charron, présentée par Satellite Théâtre au Centre culturel Aberdeen de Moncton[13],[19]
  - Distribution : Ludger Beaulieu, Florence Brunet, Philip André Collette, Franziska Glen, Katrine Noël, Carlo Weka

### Publications

#### Théâtre
- 2020 : Overlap, Éditions Prise de parole, 65 p.  (ISBN 9782897442156)[16]
- 2024 : Bouée, Éditions Prise de parole, 55 p.  (ISBN 9782897444204)[22]

#### Participation à des ouvrages collectifs de poésie
- 2021 : Texte dans l'ouvrage collectif En cas d’incendie, prière de ne pas sauver ce livre, Éditions Prise de parole, 98 p.  (ISBN 9782897442361)[23]

### Cinéma

#### Courts métrages (à la réalisation)
- 2016 : Pour l'amour du ciel, pour le Festival international du cinéma francophone en Acadie (FICFA)[24]
- 2023 : Respire, réalisé par Céleste Godin et Emmanuelle Landry, pour le Festival international du cinéma francophone en Acadie (FICFA)[6]

### Spectacles
- 2021 : Texte fil conducteur du spectacle télévisé de la Fête nationale de l'Acadie, La Fête en Acadie : Tableau de Backyard[18]

## Distinctions
- 2024 : Prix du Centre des Écritures Dramatiques - Wallonie - Bruxelles de la Fondation pour l’avancement du théâtre francophone au Canada[21]